# Axio-Net
Axio-Net ist der Name eines Satellitenreferenzdienstes in Deutschland. Er wird von der AXIO-NET GmbH betrieben.

## Geschichte
Axio-Net wurde als ASCOS von der E.ON-Ruhrgas AG im Jahr 2000 aus eigenem Bedarf gegründet. Zunächst wurden die Referenzstationen nur auf E.ON-Niederlassungen aufgebaut. Seit dem Jahr 2003 kooperierte die E.ON-Ruhrgas mit SAPOS, um einen flächendeckenden Dienst anbieten zu können. Zum 1. März 2008 wurde der ascos-Dienst von der E.ON-Ruhrgas auf die AXIO-NET GmbH übertragen. Gesellschafter waren die Astrium Services GmbH (ein Tochterunternehmen der EADS) und die Allsat GmbH network+services mit Sitz in Hannover. Seit Ende 2013 ist die AXIO-NET GmbH eine 100%ige Tochtergesellschaft der Astrium Services GmbH.

## Funktion
Über ein Netz von GNSS-Referenzstationen werden die globalen Navigationssatellitensysteme (zurzeit GPS, GLONASS, Galileo und Beidou) rund um die Uhr beobachtet und aus den Beobachtungen entsprechende Korrekturdaten berechnet. Diese werden den Anwendern dann per Internet und Mobilfunk zur Verfügung gestellt. Dadurch werden hochpräzise Messungen mit GPS-Technik in einer Genauigkeit von 1 bis 2 cm in Echtzeit möglich.

## Zukünftige Entwicklung
Die Zahl der Anwendungen für hochgenaue Satellitenpositionierung wuchs in den letzten Jahren konstant. Aus den klassischen Vermessungsanwendungen heraus wird diesen Diensten ein starkes Wachstum in der Maschinensteuerung sowohl auf Baustellen als auch in der Landwirtschaft prophezeit.